# 袁氏獸屬
袁氏獸屬（學名：Yuanotherium）是種已滅絕合弓綱動物，是獸孔目犬齒獸亞目三瘤齒獸科的一屬。化石被發現於中國新疆的侏羅紀晚期地層。模式種是小袁氏獸（Y. minor）；屬名是已故地質學家袁復禮為名，種名則意為「小的」